# Щитові прохідницькі комплекси
Щитови́й прохі́дницький ко́мплекс — конструктивно єдиний комплекс прохідницького обладнання, головним елементом якого є щит прохідницький або щит прохідницький механізований. Розрізняють дві основні групи Щ.п.к.: діаметром до 5,2 м для спорудження колекторів і підготовчих виробок у вугільних шахтах та діаметром 5,6 м і більше — для спорудження тунелів. Крім того, Щ.л.к. розрізняють за видом кріплення (оправлення): зі збірним кріпленням (оправленням) та з монолітно-пресованим бетонним кріпленням.
Щитові прохідницькі комплекси призначені в основному для проходки метрополітенів та тунелів. Застосування при будівництві прохідницьких комплексів забезпечує найбільшу продуктивність прохідницьких робіт. Залежно від гірничо-геологічних умов у практиці будівництва підземних споруд (шахт) використовуються різноманітні прохідницькі комплекси для проведення виробок комбайновим, буровибуховим і щитовим способом. Прохідницьке обладнання щитового комплексу дає можливість механізувати всі процеси проходки (руйнування породи, її навантаження і транспортування, кріплення виробки, доставку у вибій матеріалів та ін.).
Механізований щит застосовується у складних гірничо-геологічних умовах під час проходки горизонтальних одно- і двоколійних виробок. Зруйнована порода за допомогою вантажного механізму з пластинчастим живильником передається на конвеєр, а далі — у відкотні посудини. Наявність тупикових колій дозволяє розміщувати на них вагонетки з кріпильними матеріалами (тюбінгами).

## Різновиди
Розрізняють дві основні групи Щ.п.к.: 
- діаметром до 5,2 м для спорудження колекторів і підготовчих виробок у вугільних шахтах,
- діаметром 5,6 м і більше – для спорудження тунелів.

Крім того, Щ.л.к. розрізняють за видом кріплення (оправлення): зі збірним кріпленням (оправленням) та з монолітно-пресованим бетонним кріпленням.
Основними критеріями при виборі прохідницьких комплексів і щитів вважаються міцність породи, площа перерізу і швидкість проведення гірничих виробок. На шахтах вугільної промисловості країни застосовують різні модифікації скреперних комплексів — СКУ-1, СКМ-600, СКБ-1, МПДК-2 та ін.
Завод-виготівник в Україні – АТ Ясинуватський машинобудівний завод виготовляє такі Щ.п.к.

### Окремі вітчизняні типи
КТ-2,6Б2 – комплекс тунелепрохідницький для колекторних, гідротехнічних та ін. тунелів діаметром 2,6 м в прохідці та 2,25 м на просвіт. Складається з щита прохідницького, захисних технологічних платформ, конвеєра стрічкового, бадді, електро- та гідрообладнання. Руйнування породи здійснюється обертовим ротором від двох гідроциліндрів, які здійснюють зворотно-поступальний рух з одночасною подачею щита на вибій щитовими циліндрами. Продуктивність 1 м/год, до 3-5 м/зміну. Загальна потужність двигунів – 60 кВт. Довжина комплексу 26,5м.
КТ-5,6Е22 – комплекс тунелепрохідницький для спорудження перегінних тунелів метрополітенів діаметром у прохідці 5,6 м з чавунним або залізобетонним оправленням в породах середньої  тривкості з границею міцності на стиск до 50 МПа і безнапірним водоприпливом до 10 м3/год. Комплекс складається з: щита прохідницького з роторним виконавчим органом, розпірного кільця, з’єднаного з щитом гідроциліндрами. Продуктивність по стійким породам – 1,4 м/год., по нестійким – 0,7 м/год. Загальна встановлена потужність електродвигунів – 1,2 МВт. Довжина комплексу 70 м.
КТ-5,6Б21 – комплекс тунелепрохідницький для спорудження перегінних тунелів метрополітенів, а також тунелів іншого призначення діаметром 5,6 м в ґрунтах I-III групи за СНиП IV-2-82, які включають піски, супіски, суглинки, глини в тому числі гравійно-галичні відклади і валуни. Продуктивність – 1,2 м3/год. Загальна встановлена потужність електродвигунів – 450 кВт. Загальна довжина 35 м.
КТ1-5,6М – комплекс тунелепрохідницький для спорудження перегінних тунелів метрополітенів, а також тунелів іншого призначення діаметром 5,6 м в породах з коефіцієнтом тривкості 1-3 за шкалою М.М.Протодьяконова. Комплекс складається з: щита, укладального пристрою блоків, транспортного моста, електрообладнання, гідросистеми, системи пилопридушення та ін.  Продуктивність: при f = 1 — 1,5—7,2 м/зміну; при f = 1,5 — 3—4,2 м/зміну. Загальна встановлена потужність електродвигунів – 450 кВт. Довжина комплексу 40 м.